# San Pietro al Natisone
San Pietro al Natisone es una localidad y comune italiana de la provincia de Udine, región de Friuli-Venecia Julia, con 2.229 habitantes.

## Evolución demográfica
| Gráfica de evolución demográfica de San Pietro al Natisone entre 1861 y 2001 |
|                                                                              |
| Fuente ISTAT - elaboración gráfica de Wikipedia                              |

Según el censo de 1971, el 75.9% de los habitantes eran eslovenos. En 2004 esa cantidad había aumentado al 88%.

## Galería fotográfica

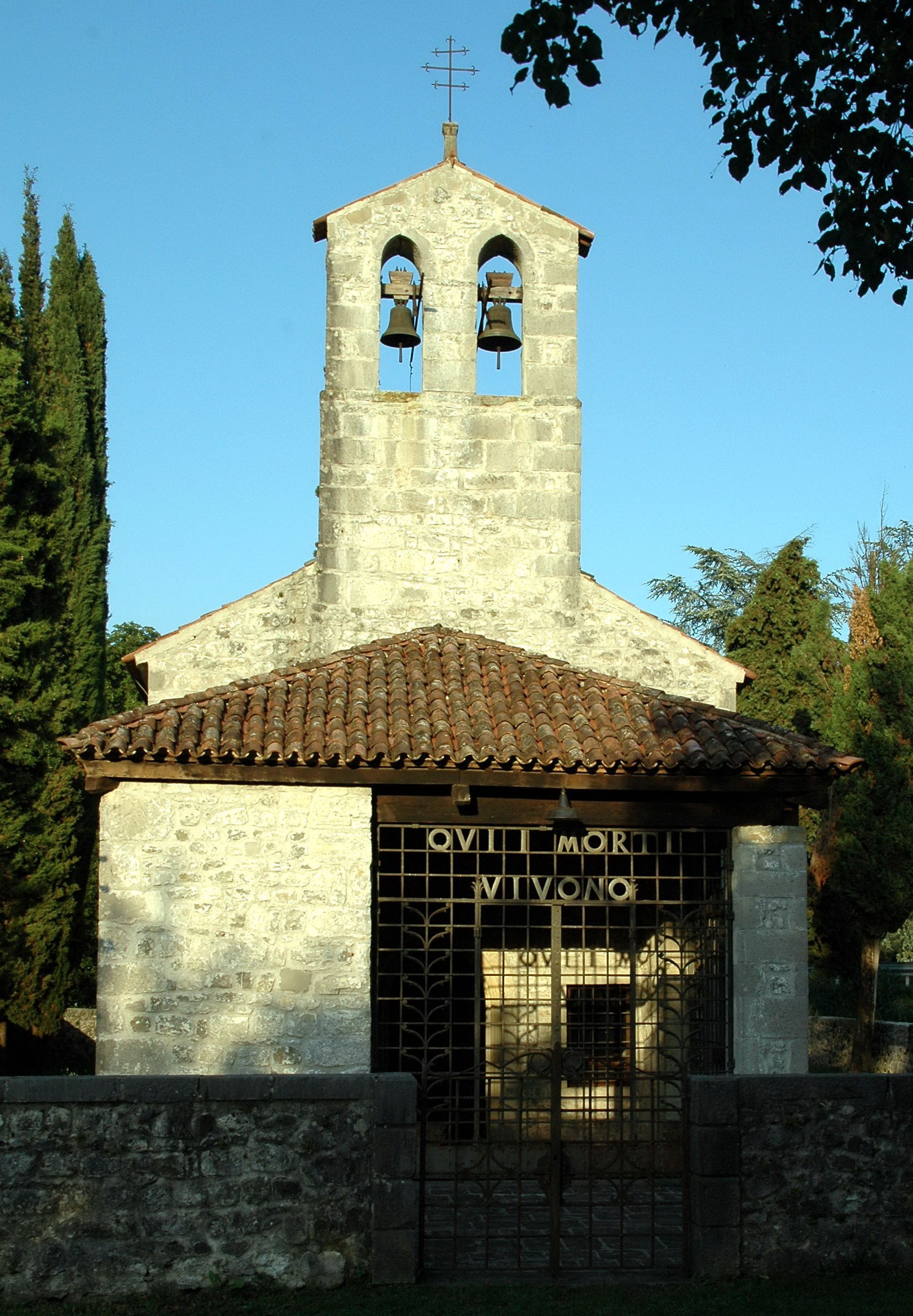
San Quirino -l'iglesia
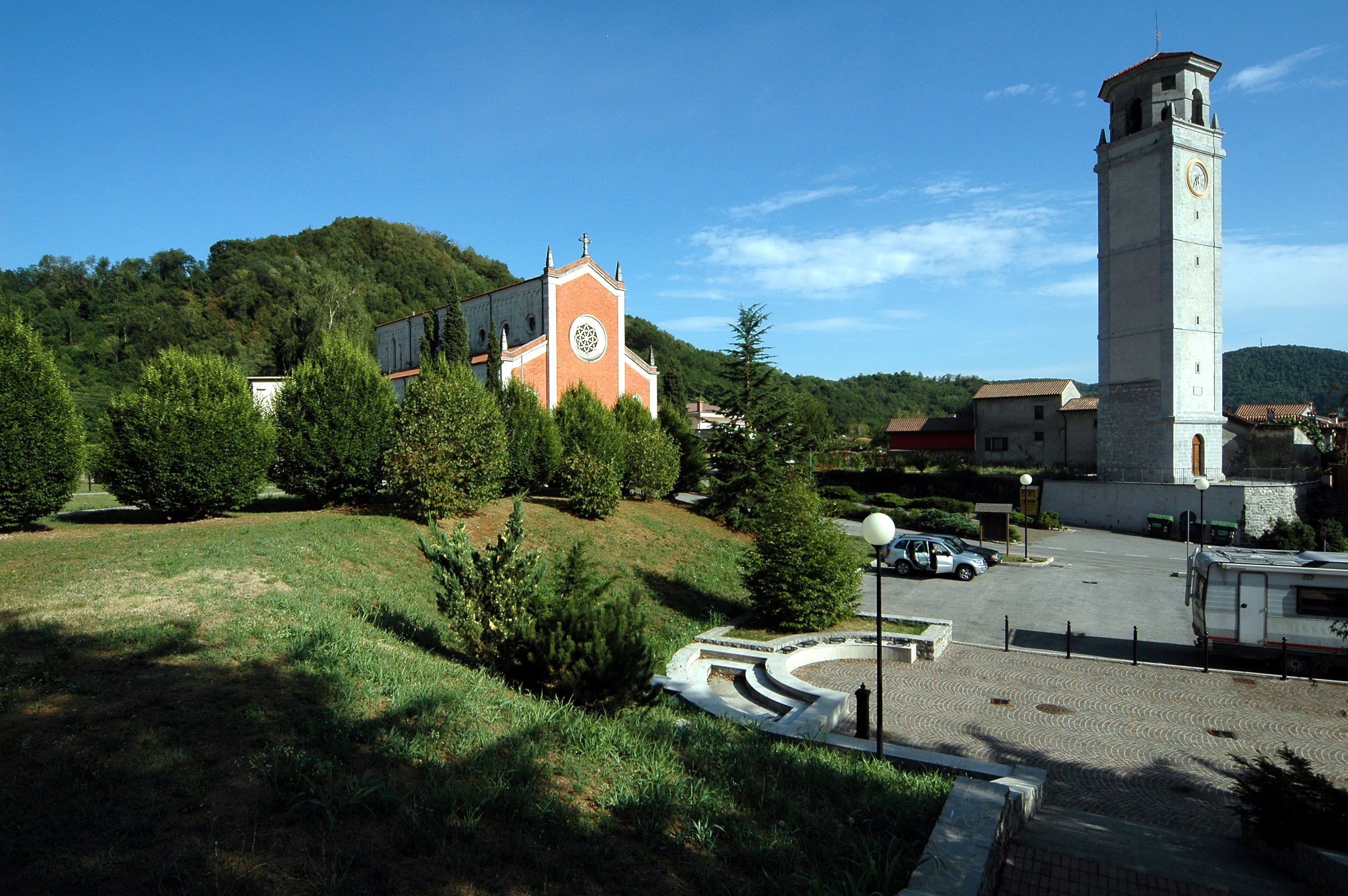
San Pietro al Natisone - l'iglesia
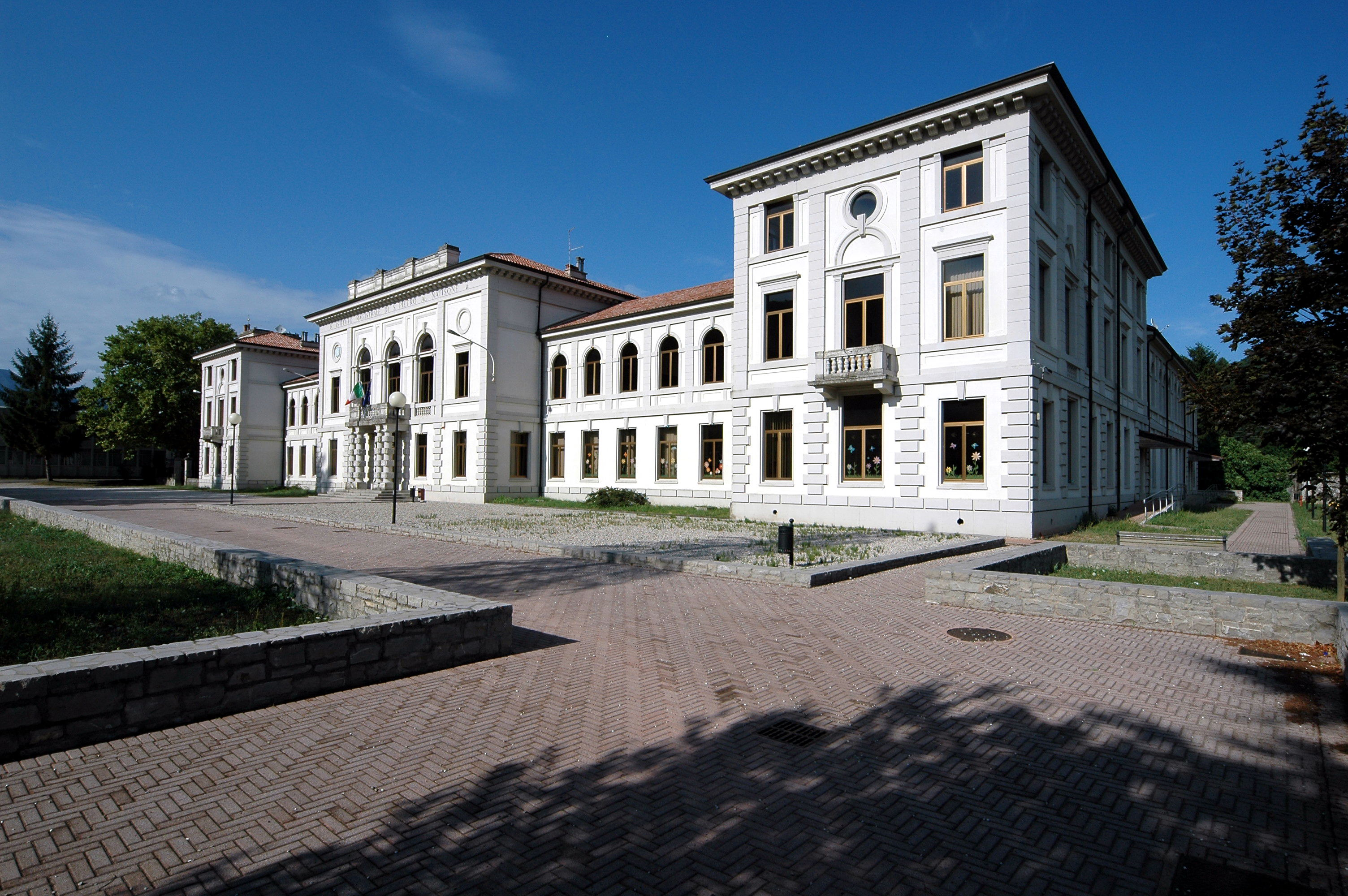
San Pietro al Natisone - Enseñanza secundaria para maestros
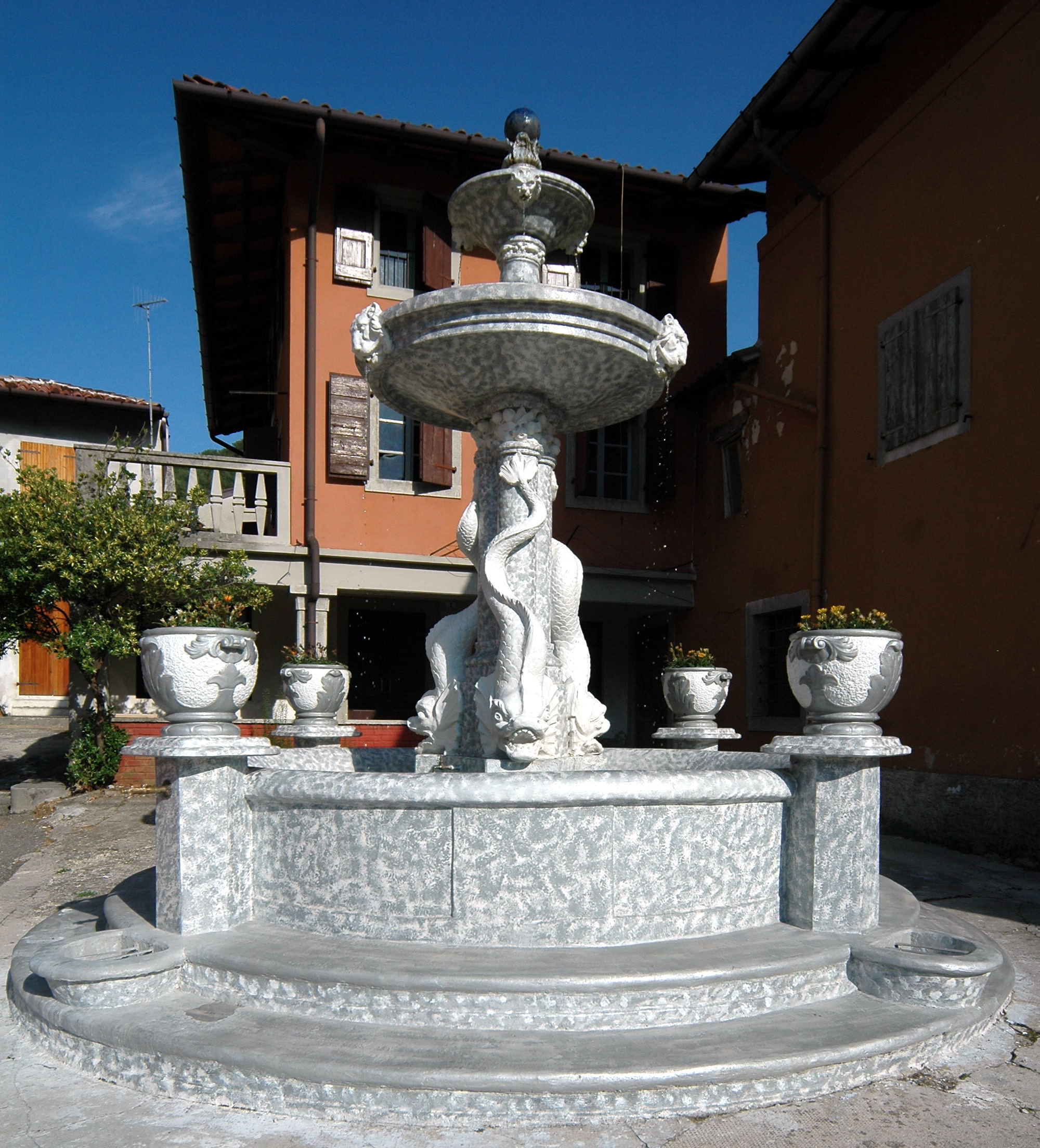
San Pietro al Natisone - Fuente